# Chiese in legno dei Carpazi
Chiese in legno dei Carpazi è il nome dato dall'UNESCO ad uno dei patrimoni dell'umanità situati in Slovacchia.

## Descrizione

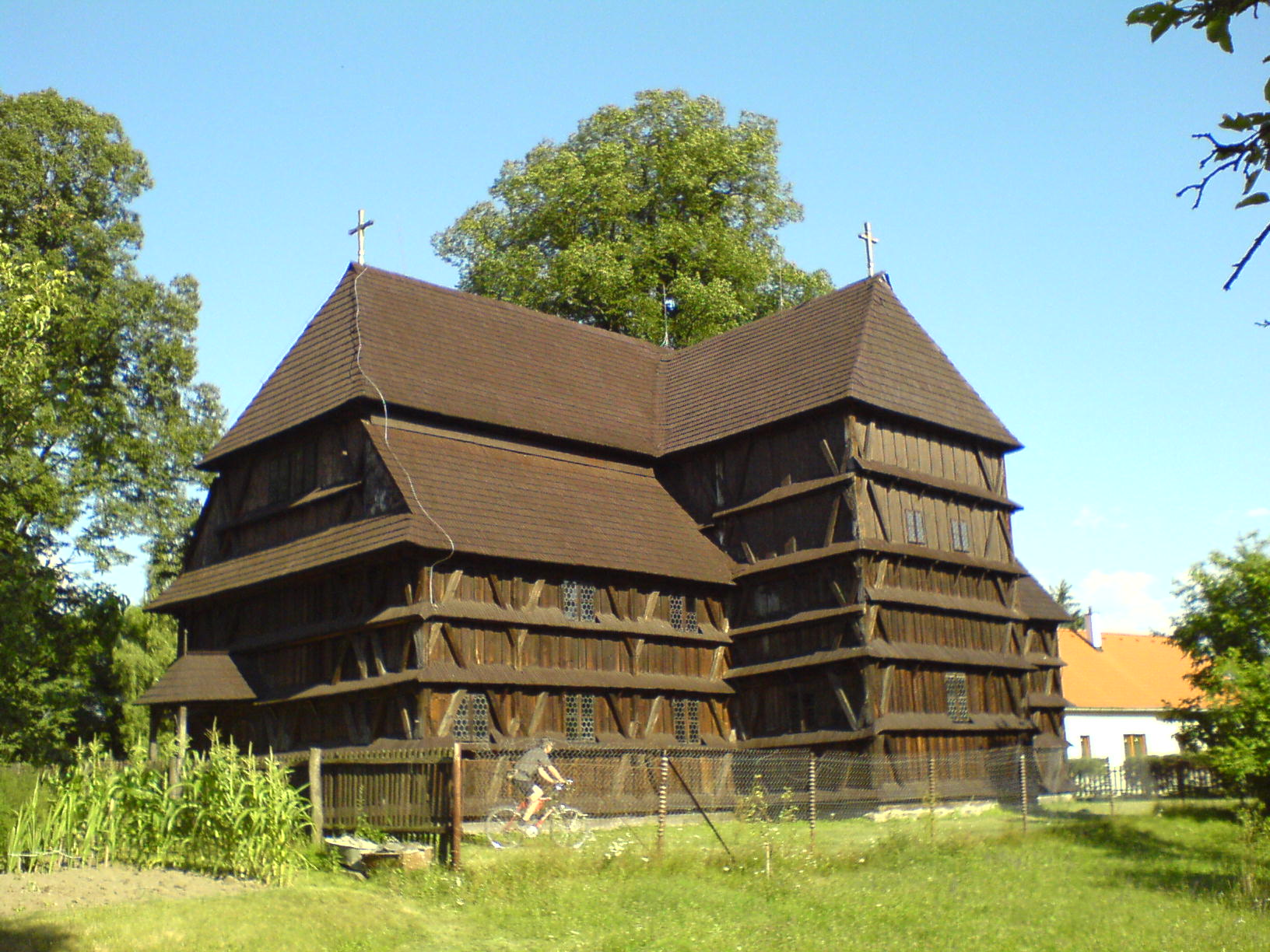
Chiesa di Hronsek

Il patrimonio è composto da otto diverse chiese realizzate in legno strutturale: due cattoliche romane, tre greco-ortodosse e tre protestanti. Tutti questi edifici sono stati costruiti tra il XVI e il XVIII secolo. I loro interni sono ornati da murales dipinti su muri e soffitti, oltre che da altre opere d'arte.
Le tre chiese protestanti sono chiese articolari, cioè costruite sulla base degli articoli del 1681, che limitavano la costruzione di nuovi edifici di culto protestanti: fra queste limitazioni era previsto che le chiese potessero essere costruite solamente in legno.

## Posizione geografica
Questa è la posizione geografica ufficiale delle chiese, secondo quanto riportato dal sito dell'UNESCO.
| Luogo               | Coordinate            | Area (ettari) | Area (ettari) |
| Luogo               | Coordinate            | Edificio      | Totale        |
| ------------------- | --------------------- | ------------- | ------------- |
| Hervartov           | 49°14′50″N 21°12′15″E | 0,08          | 5,35          |
| Tvrdošín            | 49°20′10″N 19°33′30″E | 0,75          | 1,7           |
| Kežmarok            | 49°08′35″N 20°25′50″E | 0,52          | 74,17         |
| Leštiny             | 49°11′25″N 19°21′37″E | 0,31          | 1,77          |
| Hronsek (chiesa)    | 48°38′56″N 19°09′17″E | 0,18          | 1,82          |
| Hronsek (campanile) | 48°38′56″N 19°09′19″E | 0,01          | 1,82          |
| Bodružal            | 49°21′09″N 21°42′28″E | 0,35          | 2,27          |
| Ladomirová          | 49°19′42″N 21°37′35″E | 0,06          | 1,58          |
| Ruská Bystrá        | 48°51′25″N 22°17′47″E | 0,27          | 1,71          |

## Galleria d'immagini

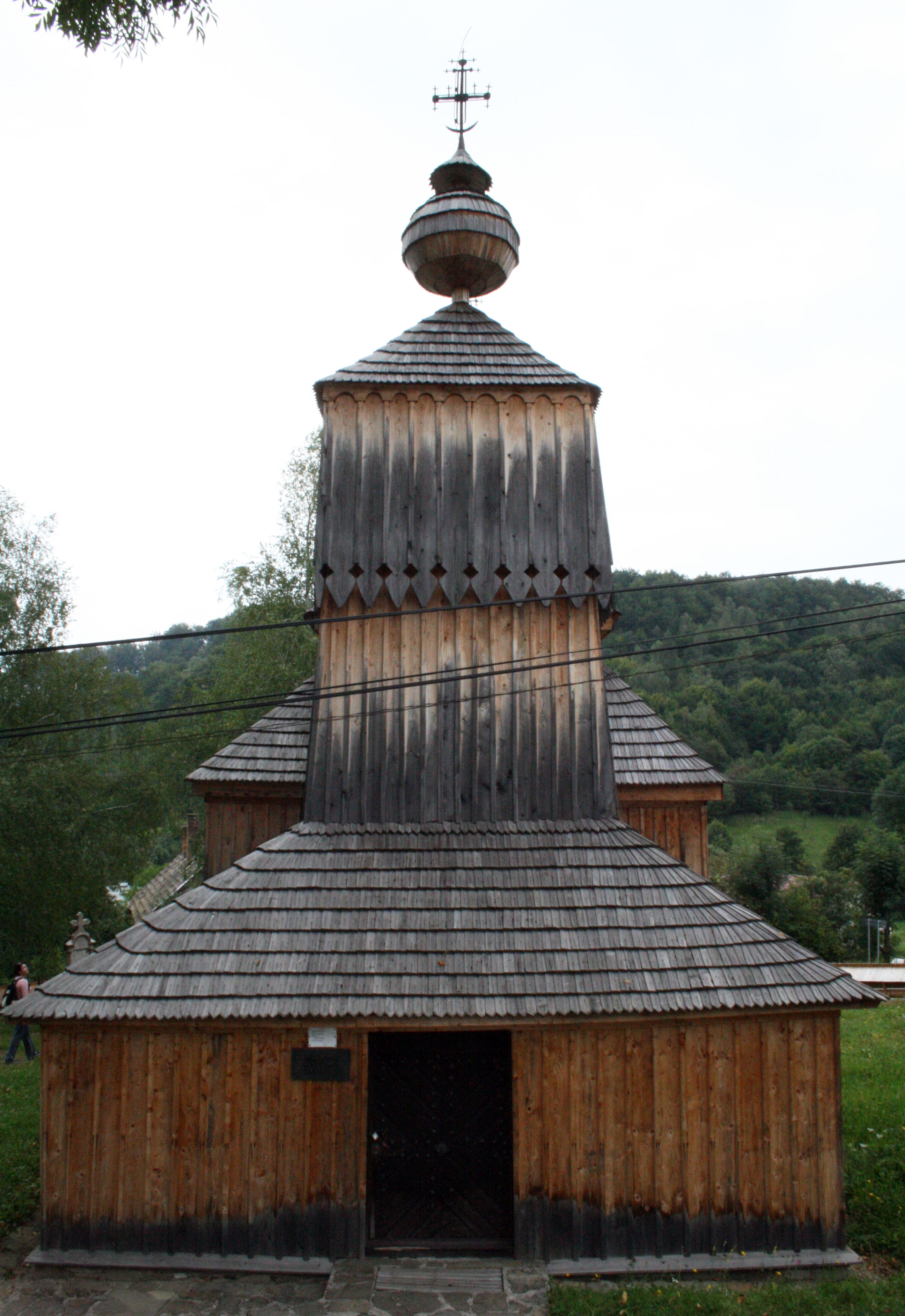
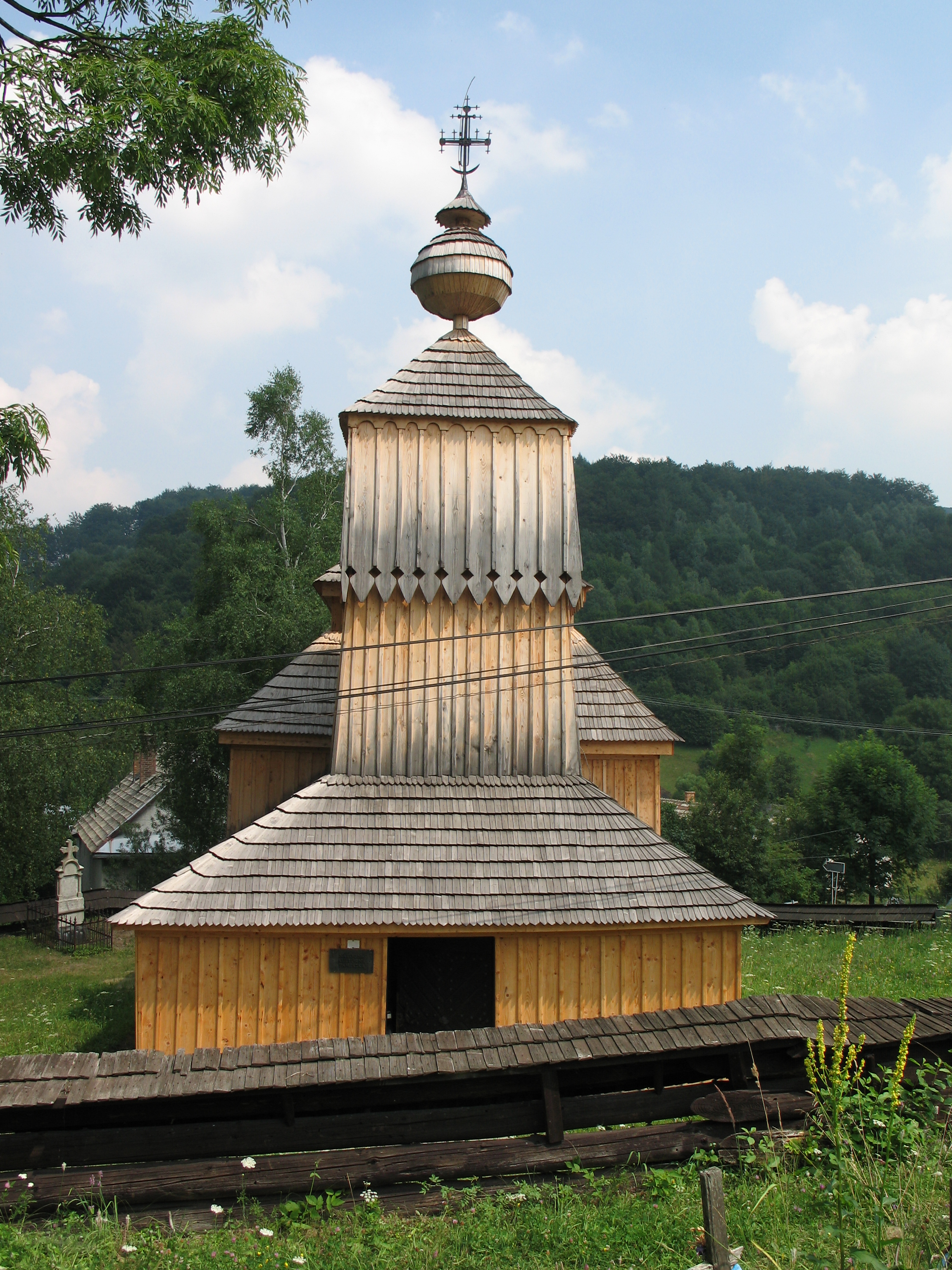
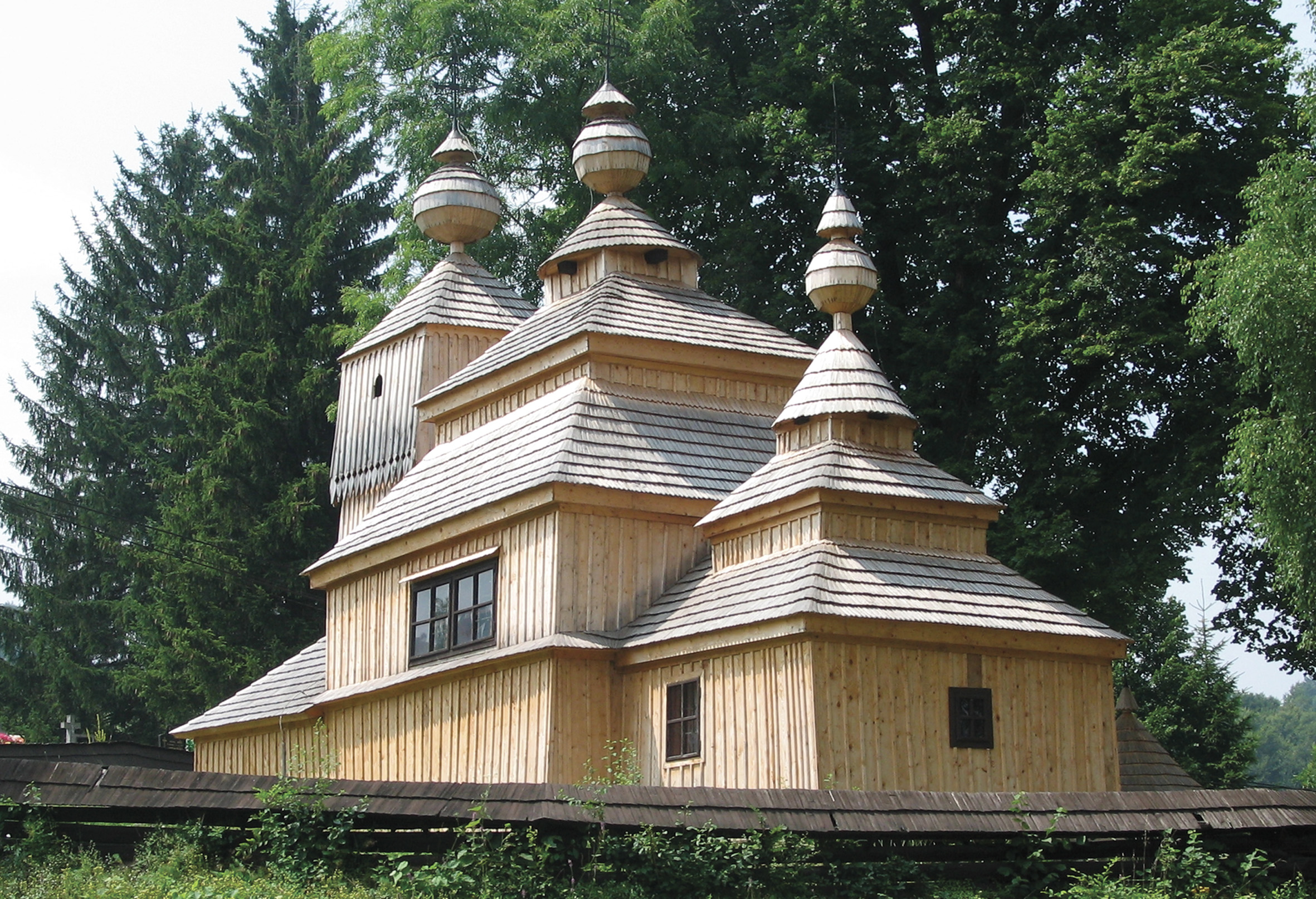
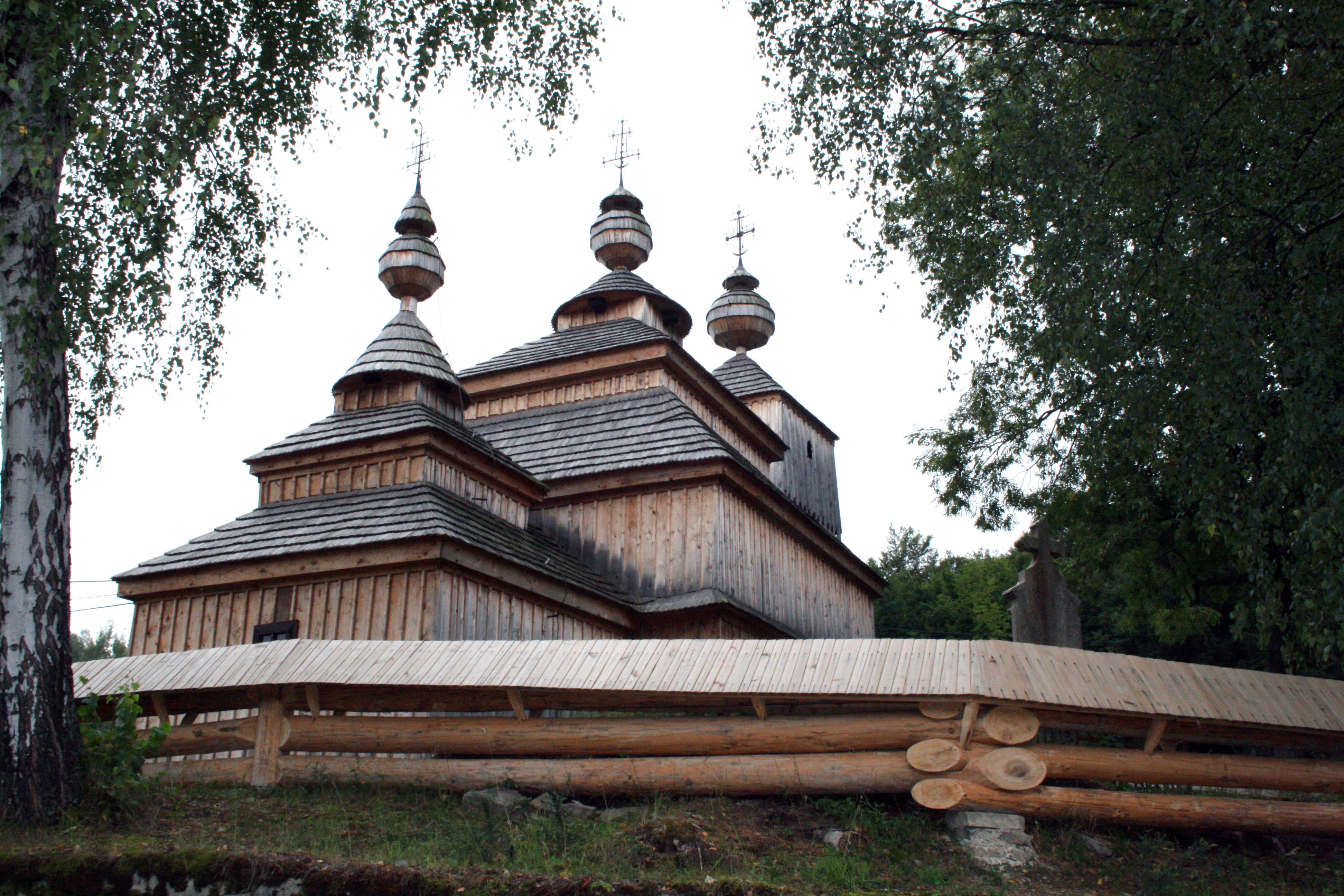